# 伊藤理々杏
伊藤 理々杏（いとう りりあ、2002年〈平成14年〉10月8日 - ）は、日本のアイドルであり、女性アイドルグループ乃木坂46のメンバーである。沖縄県出身。乃木坂46合同会社所属。

## 来歴
2002年（平成14年）10月8日生まれ。沖縄にいる時は部活にも入らず、学校から帰ると散歩ばかりしていた。
齋藤飛鳥を好きになったことをきっかけに乃木坂46を好きになり「キラキラ輝いている先輩たちを見て私もそうなりたい」と思い、乃木坂46の3期生オーディションに応募し、2016年（平成28年）9月4日に合格した。
2017年（平成29年）10月11日に発売された19thシングル『いつかできるから今日できる』に収録されている3期生楽曲「僕の衝動」で初のセンターを務める。
2018年（平成30年）6月および9月に上演された乃木坂46版ミュージカル『美少女戦士セーラームーン』でセーラー戦士の一人、セーラーマーキュリー（水野亜美）役を演じた。同年8月からJTA（日本トランスオーシャン航空）のテレビCM『限界を、超えろ。』伊藤理々杏篇が放送開始。同年11月14日発売の22ndシングル『帰り道は遠回りしたくなる』で初の選抜入りを果たした。
2019年（令和元年）9月27日から10月6日に上演された『舞台けものフレンズ「JAPARI STAGE!」〜おおきなみみとちいさなきせき〜』のオオミミギツネ役で主役を務めた。
2020年（令和2年）7月から10月にかけて全国各地を巡るNHKみんなのうたミュージカル『リトル・ゾンビガール』に男の子・ショウ役で出演。同年10月24日から放送のドラマ『どんぶり委員長』（テレビ大阪）のアイドル高校生・山笠静香役で連続ドラマ初レギュラー出演。
2021年（令和3年）12月25日から『 乃木坂お試し中』（TBSチャンネル1）の2代目MCに就任。
2022年（令和4年）7月7日、2022年7月21日からCBCラジオ『チュウモリ木曜日推シマシ』内のコーナー『乃木坂46 伊藤理々杏の推しゃべりTime！』にレギュラー出演することが発表された。10月8日、20歳の誕生日にInstagramアカウントを開設。
2023年（令和5年）3月29日に発売された32ndシングル『人は夢を二度見る』に収録されているアンダー楽曲「さざ波は戻らない」では、林瑠奈とともにダブルセンターとして初めてのアンダーセンターを務めた。

## 人物
愛称は、りりあん、りりあ、りりあちゃん。一人称は「私」あるいは「僕」。一人っ子。
チャームポイントはまつ毛と小さい手。目が悪く特注のコンタクトレンズをしている。特技はバトントワリング。趣味は男装、ASMR。うさぎを飼っており、名前はふーちゃん。日向坂46の小坂菜緒と交友関係がある。

### 乃木坂46
サイリウムカラーは紫と赤。憧れの人は齋藤飛鳥で、自分の人生を変えてくれた神様みたいな存在と語っている。
卒業生で同期の山下美月とは公私とも仲が良く、公式YouTubeチャンネル『乃木坂配信中』でも度々共演した。

## 作品

### シングル
乃木坂46
- 三番目の風（2017年3月22日、SRCL-9376/7） - EAN 4547366297553。
- 未来の答え（2017年8月9日、SRCL-9495/6） - EAN 4547366319194。
- 僕の衝動（2017年10月11日、SRCL-9578/9）  - EAN 4547366330359。
- 新しい世界（2018年4月25日、SRCL-9784/5） - EAN 4547366354157。
- トキトキメキメキ（2018年4月25日、SRCL-9788/9） - EAN 4547366354188。
- 三角の空き地（2018年8月8日、SRCL-9913/4） - EAN 4547366369465。
- 自分じゃない感じ（2018年8月8日、SRCL-9915/6） - EAN 4547366369472。
- 帰り道は遠回りしたくなる（2018年11月14日、SRCL-9974/82） - EAN 4547366382037。
- キャラバンは眠らない（2018年11月14日、SRCL-9974/82） - EAN 4547366382037。
- Sing Out!（2019年5月29日、SRCL-11186/94） - EAN 4547366406672。
- 僕のこと、知ってる?（2019年9月4日、SRCL-11260/8） - EAN 4547366418569。
- 〜Do my best〜じゃ意味はない（2019年9月4日、SRCL-11266/7） - EAN 4547366418606。
- 毎日がBrand new day（2020年3月25日、SRCL-11464/5） - EAN 4547366444216。
- 世界中の隣人よ（2020年5月25日）[35]
- 口ほどにもないKISS（2021年1月27日、SRCL-11682/3） - EAN 4547366487251。
- 大人たちには指示されない（2021年6月9日、SRCL-11836/7） - EAN 4547366507270。
- 錆びたコンパス（2021年6月9日、SRCL-11842/3） - EAN 4547366507317。
- マシンガンレイン（2021年9月22日、SRCL-11880/1） - EAN 4547366522303。
- 他人のそら似（2021年9月22日、SRCL-11888） - EAN 4547366522334。
- 届かなくたって…（2022年3月23日、SRCL-12104/5） - EAN 4547366549072。
- Under's Love（2022年8月31日、SRCL-12210/8） - EAN 4547366571950。
- 僕が手を叩く方へ（2022年8月31日、SRCL-12210/1） - EAN 4547366571950。
- 夢を見る筋肉（2022年8月31日、SRCL-12218） - EAN 4547366571981。
- 悪い成分（2022年12月7日、SRCL-12330/8） - EAN 4547366590166。
- 甘いエビデンス（2022年12月7日、SRCL-12336/7） - EAN 4547366590203。
- 僕たちのサヨナラ（2023年3月29日、SRCL-12480/8） - EAN 4547366607307。
- さざ波は戻らない（2023年3月29日、SRCL-12486/7） - EAN 4547366607338。
- おひとりさま天国（2023年8月23日、SRCL-12620/8） - EAN 4547366626612。
- 誰かの肩（2023年8月23日、SRCL-12620/1） - EAN 4547366626612。
- 思い出が止まらなくなる（2023年12月6日、SRCL-12630/8） - EAN 4547366650990。
- チャンスは平等（2024年4月10日、SRCL-12850/8） - EAN 4547366669053。
- あの光（2024年8月21日、SRCL-12950/8） - EAN 4547366693973。
- 落とし物（2024年8月21日、SRCL-12950/1） - EAN 4547366693973。
- それまでの猶予（2024年12月18日、SRCL-13078） - EAN 4547366716610。
- 懐かしさの先（2025年2月3日）
- 交感神経優位（2025年3月26日、SRCL-13220/1） - EAN 4547366731125。
- 不道徳な夏（2025年7月30日、SRCL-13374/5） - EAN 4547366755992。

### アルバム
乃木坂46
- 生まれてから初めて見た夢（2017年5月24日、SRCL-9437/44） - EAN 4547366307825。
- 今が思い出になるまで（2019年4月17日、SRCL-11140/7） - EAN 4547366401325。
- Time flies（2021年12月15日、SRCL-12020/30） - EAN 4547366534184。

### 映像作品
- 伊藤理々杏（2017年3月22日） - EAN 4547366297539。
- NOGIBINGO!8（2018年3月16日） - EAN 4988021146821。
- 乃木坂46 5th YEAR BIRTHDAY LIVE 2017.2.20-22 SAITAMA SUPER ARENA（2018年3月28日） - EAN 4547366344523。
- 乃木坂46 真夏の全国ツアー2017 FINAL! IN TOKYO DOME（2018年7月11日） - EAN 4547366363999。
- NOGIBINGO!9（2018年10月19日） - EAN 4988021147392。
- 乃木坂46 6th YEAR BIRTHDAY LIVE 2018.07.06-08 JINGU STADIUM&CHICHIBUNOMIYA RUGBY STADIUM（2019年7月3日） - EAN 4547366411270。
- ドラマ「ザンビ」（2019年8月2日） - EAN 4988021148474。
- いつのまにか、ここにいる Documentary of 乃木坂46（2019年12月25日） - EAN 4988104123695。
- 乃木坂46 7th YEAR BIRTHDAY LIVE 2019.2.21-24 KYOCERA DOME OSAKA（2020年2月5日） - EAN 4547366438956。
- 乃木坂46 8th YEAR BIRTHDAY LIVE 2020.2.21-24 NAGOYA DOME（2020年12月23日） - EAN 4547366482812。
- NOGIZAKA46 Mai Shiraishi Graduation Concert 〜Always beside you〜（2021年3月10日） - EAN 4547366491104。
- ノギザカスキッツACT2 第1巻（2021年7月30日） - EAN 4988021718608, EAN 4988021140829。
- 舞台けものフレンズ「JAPARI STAGE!」〜おおきなみみとちいさなきせき〜（2021年10月9日） - EAN 4573478602596。
- ノギザカスキッツACT2 第2巻（2021年10月22日） - EAN 4988021718615, EAN 4988021140836。
- 乃木坂46 9th YEAR BIRTHDAY LIVE 5DAYS（2022年6月8日） - EAN 4547366541441, EAN 4547366541465。
- 乃木坂スター誕生!2 第1巻（2022年7月22日） - EAN 4988021718974, EAN 4988021141550。
- 乃木坂スター誕生!2 第2巻（2022年10月28日） - EAN 4988021718981, EAN 4988021141567。
- 乃木坂46 真夏の全国ツアー2021 FINAL! IN TOKYO DOME（2022年11月16日） - EAN 4547366576009, EAN 4547366576016。
- 乃木坂46 10th YEAR BIRTHDAY LIVE（2023年2月22日） - EAN 4547366594324, EAN 4547366594447。
- さ〜ゆ〜Ready?さゆりんご軍団ライブ/松村沙友理 卒業コンサート（2023年4月26日）[36]
- 生田絵梨花 卒業コンサート（2023年4月26日）[36]
- NOGIZAKA46 ASUKA SAITO GRADUATION CONCERT（2023年10月25日） - EAN 4547366631012, EAN 4547366631098。
- 乃木坂46 11th YEAR BIRTHDAY LIVE 5DAYS（2024年2月21日） - EAN 4547366660128, EAN 4547366660135。
- MIZUKI YAMASHITA GRADUATION CONCERT（2024年10月2日） - EAN 4547366701180, EAN 4547366701227。
- 乃木坂46 12th YEAR BIRTHDAY LIVE（2025年2月12日） - EAN 4547366722253。

## 出演

### テレビドラマ
- ザンビ（2019年1月24日 - 3月28日、日本テレビ）一条詩織 役[37]
- どんぶり委員長（2020年10月25日 - 2021年1月3日、テレビ大阪）山笠静香 役[16]

### テレビアニメ
- 俺だけレベルアップな件 （TOKYO MX） 藤崎ゆかり 役
  - Season1 第6話（2024年2月11日）[38]
  - Season2 -Arise from the shadow- 第17話（2025年2月1日） [39]

### バラエティ
- 乃木坂お試し中（2021年12月25日 - 、TBSチャンネル1）2代目MC[40]

### ラジオ
- 乃木坂46 伊藤理々杏の推しゃべりTime！（2022年7月21日 - 2023年9月28日、CBCラジオ）チュウモリ 木曜日「推シマシ」内パーソナリティ[41][42][43]

### 舞台
- 乃木坂46版 ミュージカル「美少女戦士セーラームーン」（2018年6月8日 - 24日、天王洲 銀河劇場 / 9月21日 - 30日、TBS赤坂ACTシアター）水野亜美 / セーラーマーキュリー 役（Team MOON）[44]
- ザンビ〜Theater's end〜（2019年2月7日 - 17日、天王洲 銀河劇場）志乃 役（TEAM "BLACK"）[45]
- 舞台けものフレンズ「JAPARI STAGE!」〜おおきなみみとちいさなきせき〜（2019年9月27日 - 10月6日、品川プリンスホテル クラブeX）オオミミギツネ 役[14]
- 星の飛行士（2021年1月6日 - 17日、東京：サンシャイン劇場 / 1月28日 - 31日、大阪：梅田芸術劇場 シアター・ドラマシティ）星の王子さま 役[46]
- 天才てれびくん the STAGE 〜バック・トゥ・ザ・ジャングル〜（2021年6月19日 - 26日、東京：渋谷区文化総合センター大和田 さくらホール / 7月10日 - 11日、大阪：COOL JAPAN PARK OSAKA TTホール）ミーサ 役[47]
- リトル・ゾンビガール（2022年8月20日 - 28日、日生劇場）ショウ 役（石井杏奈とのダブルキャスト）[15][48][注 1]
- オッドタクシー 金剛石は傷つかない（2023年11月8日 - 12日、東京：シアター1010 / 11月15日、福岡：福岡市民会館 / 11月17日、大阪：サンケイホールブリーゼ / 11月25日 - 26日、神奈川：海老名市文化会館 大ホール）二階堂ルイ 役[51][注 2]
- カタシロ〜Relive vol.1〜（2024年12月20日 - 28日、PARCO劇場）患者 役[53]
- ミュージカル「東京リベンジャーズ #2 Bloody Halloween」（2025年3月28日 - 4月6日、東京：天王洲 銀河劇場 / 4月11日 - 13日、京都：京都劇場）橘日向 役[54]